# Louis Hector Leroux
Pour les articles homonymes, voir Leroux.
Louis Hector Leroux, né le 27 décembre 1829 à Verdun et mort le 11 novembre 1900 à Angers, est un peintre français.

## Biographie

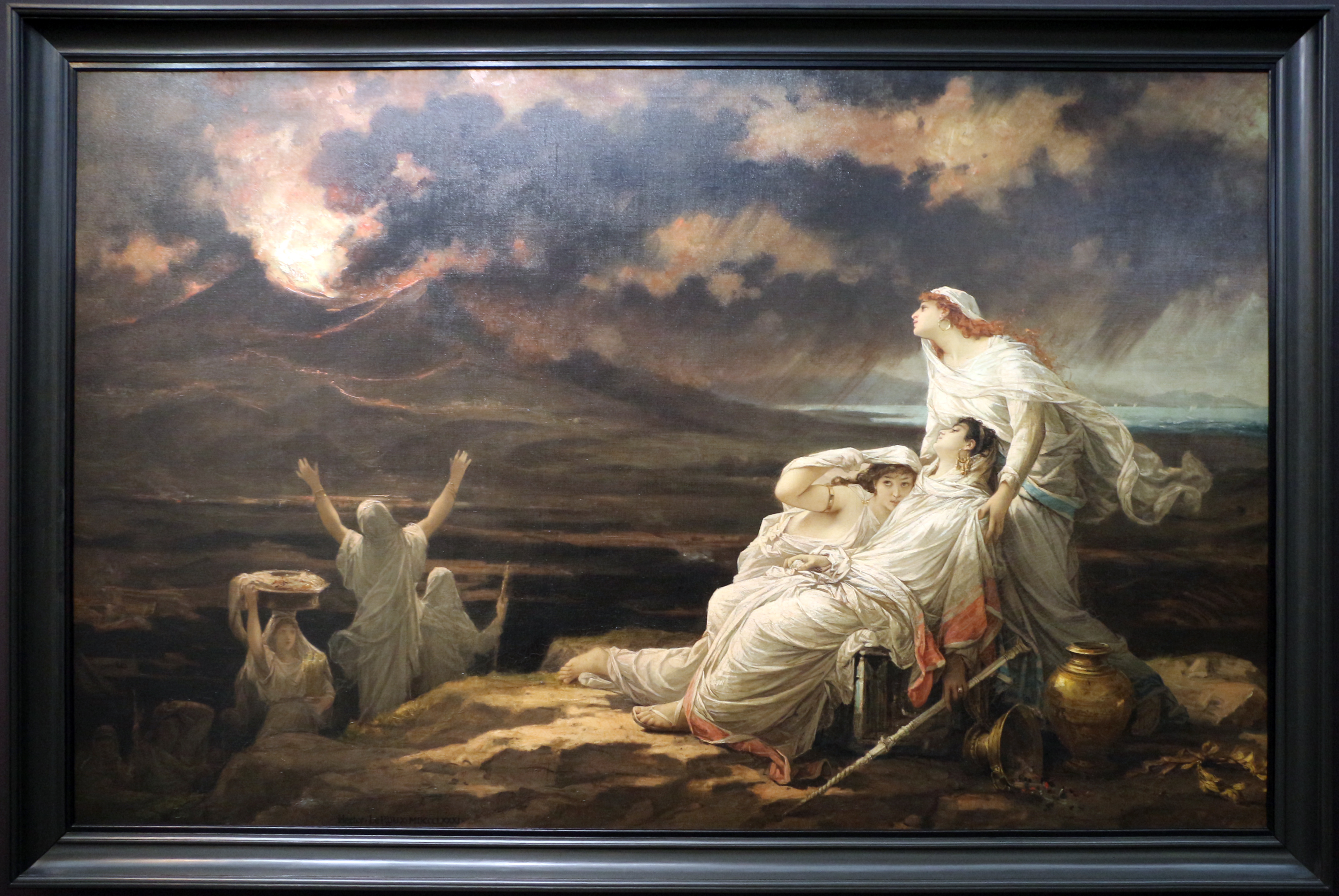
Herculanum, 23 août, an 79 (1881), Paris, musée d'Orsay.

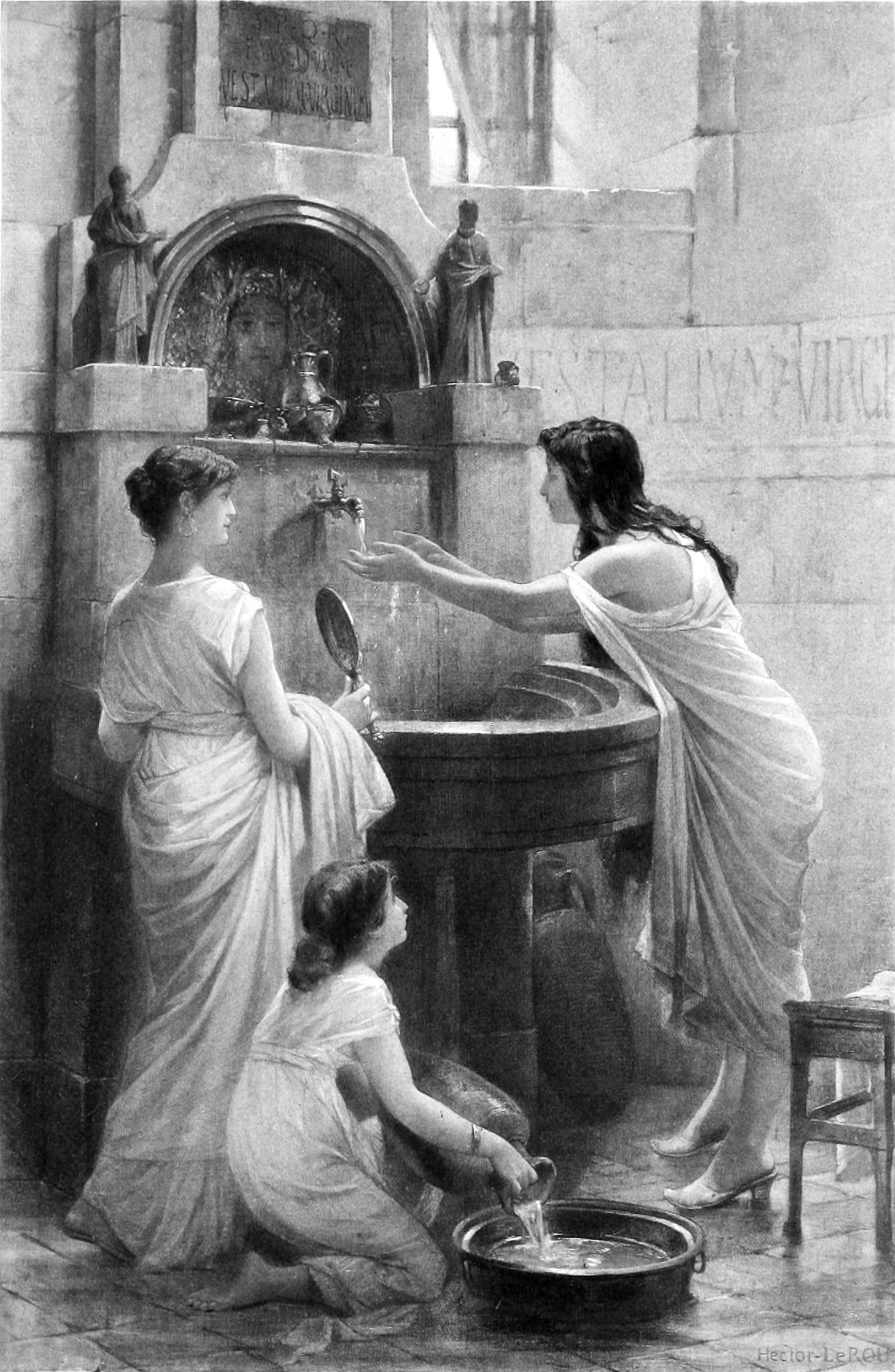
Sacrarium (1883), Verdun, musée de la Princerie.

Fils d'un perruquier-coiffeur, Louis Hector Leroux est admis en 1849 à l'École des beaux-arts de Paris où il est l'élève de François-Édouard Picot.
En 1857, Leroux est lauréat d'un 2e prix de Rome pour sa composition sur le thème de la Résurrection de Lazare. Ce succès lui permet d'être pensionnaire à la villa Médicis à Rome en 1857. Pendant son séjour romain, il devient membre du groupe des Caldarrosti.
Leroux débute au Salon de peinture en 1863, et obtient des médailles à plusieurs reprises. Il est décoré de la Légion d'honneur en 1877.
Il est l'époux de Clélia Leroux. Sa fille Laura Leroux (1872-1936), épouse de Louis Revault, est également artiste peintre. Le peintre Jean-Jacques Henner a réalisé les portraits de Clélia, Laura et Louis Hector Leroux,.

## Œuvres dans les collections publiques
- Aurélie, musée de la Princerie, Verdun[8]
- Bergère dans un paysage, musée de la Princerie de Verdun[9]
- La cour de la maison d'Hector Leroux en Italie, musée de la Princerie de Verdun[10]
- Portrait de femme, musée de la Princerie de Verdun[11]
- Portrait de femme, musée de la Princerie de Verdun[12]
- Portrait de femme, musée de la Princerie de Verdun[13]
- Régina, musée de la Princerie de Verdun[14]
- Une vestale entretenant le feu sacré consacré au dieu inconnu, musée des beaux-arts de La Rochelle[15]
- 1851 - Jésus guérissant un paralytique, musée de la Princerie de Verdun[16]
- 1859 - Coriolan chez les Volsques, musée de la Princerie de Verdun[17]
- 1860 - Scène de banquet ou Improvisateur chez Saluste (autre titre), musée de la Princerie de Verdun[18]
- 1862 - Invocation à la déesse Hygie, musée de la Princerie de Verdun[19]
- 1862 - Une nouvelle vestale, musée de la Princerie de Verdun[20]
- 1864 - Funérailles au Columbarium de la maison des Césars, porte Capène à Rome, musée d'Orsay, Paris[21]
- 1868 - Jeune femme endormie à la cage ou Lesbie pleurant son moineau (autre titre), musée de la Princerie de Verdun[22]
- 1878 - Mère et fille au colombarium de la via Appia à Rome, musée de la Princerie de Verdun[23]
- v. 1879 - Vestal Maiden Asleep in a Chair, Metropolitan Museum of Art, New York[24]
- 1881 - Herculanum, 23 août, an 79, musée d'Orsay, Paris[25]
- 1881 - Portrait de Laura en vestale, musée de la Princerie de Verdun[26]
- 1881 - Portrait de femme, musée de la Princerie de Verdun[27]
- 1883 - Sacrarium (sacristie), musée de la Princerie de Verdun[28]
- 1885 - La pierre mystérieuse de Pompéi, musée de la Princerie de Verdun[29]
- 1885 - Tête de femme, musée de la Princerie de Verdun[30]
- 1888 - Frère et sœur, musée de la Princerie de Verdun[31]
- 1888 - Sapho de Mitylène, musée de la Princerie de Verdun[32]
- 1891 - Trois lectrices, musée de la Princerie de Verdun[33]
- 1896 - Vestale implorante, musée de la Princerie de Verdun[34]

## Élèves
- Marie-Louise Petiet (1854-1893), avant 1870[35].
- René Avigdor (1891-1920)
- Lucy Scarborough Conant (1867-1921)[36]

### Sources
- Dossier de Légion d'honneur d'Hector Leroux.